# 18150 Lopez-Moreno
18150 Lopez-Moreno este un asteroid din centura principală de asteroizi.

## Descriere
18150 Lopez-Moreno este un asteroid din centura principală de asteroizi. A fost descoperit pe 29 iulie 2000 la Stația Anderson Mesa în cadrul programului LONEOS. Asteroidul prezintă o orbită caracterizată de o semiaxă mare de 3,44 ua, o excentricitate de 0,10 și o înclinație de 12,8° în raport cu ecliptica.